# Igor Burzanović
Igor Burzanović (n. 25 august 1985, Podgorica, RSF Iugoslavia) este un fotbalist muntenegrean.
Între 2007 și 2008, Burzanović a jucat 6 de meciuri și a marcat 1 goluri pentru echipa națională a Muntenegrului.

## Statistici
| Muntenegru | Muntenegru | Muntenegru |
| An         | Meciuri    | Goluri     |
| ---------- | ---------- | ---------- |
| 2007       | 3          | 0          |
| 2008       | 3          | 1          |
| Total      | 6          | 1          |